# Leptadenia lancifolia
Espèce
Synonymes
- Asclepias tomentosa Thonn. ex Decne.[1]
- Cynanchum hastatum Pers.[1]
- Cynanchum lancifolium Schumach. & Thonn.[1]
- Leptadenia hastata Vatke[1]

Leptadenia lancifolia (Schumach. & Thonn.) Decne. est une espèce de plantes à fleurs d'Afrique, de la famille des Apocynaceae et du genre Leptadenia.

## Utilisation
La plante est très utilisée en médecine traditionnelle en Afrique de l'Ouest et du Centre.

Au Nord du Cameroun, les feuilles, les fleurs et les jeunes fruits sont ingérés pour calmer la toux.

Les feuilles sont aussi incorporées dans les sauces, ou mangées crues.

Un breuvage à base de racine pilée est utilisé comme remède contre la blennorragie.

Les applications de latex soulagent les maux de tête.
Les feuilles sont consommées aussi par le bétail.